# Haute École Lucia de Brouckère
 (août 2024).
Si vous disposez d'ouvrages ou d'articles de référence ou si vous connaissez des sites web de qualité traitant du thème abordé ici, merci de compléter l'article en donnant les références utiles à sa vérifiabilité et en les liant à la section « Notes et références ».
 (avril 2022).
La Haute École Lucia de Brouckère (HELdB), située à Bruxelles et en Brabant wallon, est une haute école publique belge francophone qui offre un éventail de formations de type court (« bachelier ») et de type long (« master »). Elle est sous la régie d'une association de pouvoirs organisateurs publics qui sont la COCOF, le Brabant wallon et, jusqu'en 2008, la commune d'Ixelles.
La Haute École Lucia de Brouckère accueille, chaque année, 1 600 étudiants répartis sur 13 bacheliers et 4 masters, eux-mêmes regroupés en trois départements : Sciences économiques et de gestion, Sciences de l'éducation, Sciences et Techniques. 
Suivant la formation choisie par l'étudiant, celui-ci suivra les cours dans l'un des deux campus verdoyants qui composent la Haute École : Bruxelles ou Jodoigne. 
La Haute École Lucia de Brouckère offre une formation qui combine les aspects théoriques et pratiques, grâce à des stages de longue durée, des activités sur le terrain, des cours pratiques, des conférences/séminaires avec des professionnels.
Tout en restant une institution proche de son ancrage régional, la Haute École Lucia de Brouckère souscrit au processus de Bologne. Des collaborations ont aussi lieu avec les États-Unis, le Canada et des pays d'Afrique.
En 2015, l'école fait face à un arrêt de travail du front commun syndical.